# Distrito de Mongar
El Distrito de Mongar es uno de los veinte distritos (dzongkhag) en que se divide Bután. Cubre un área de 1830 km² y albergaba una población de 73.239 personas en 1985, mientras que en 2019 contaba con 36.900 habitantes. Su capital es Mongar.

## Geografía

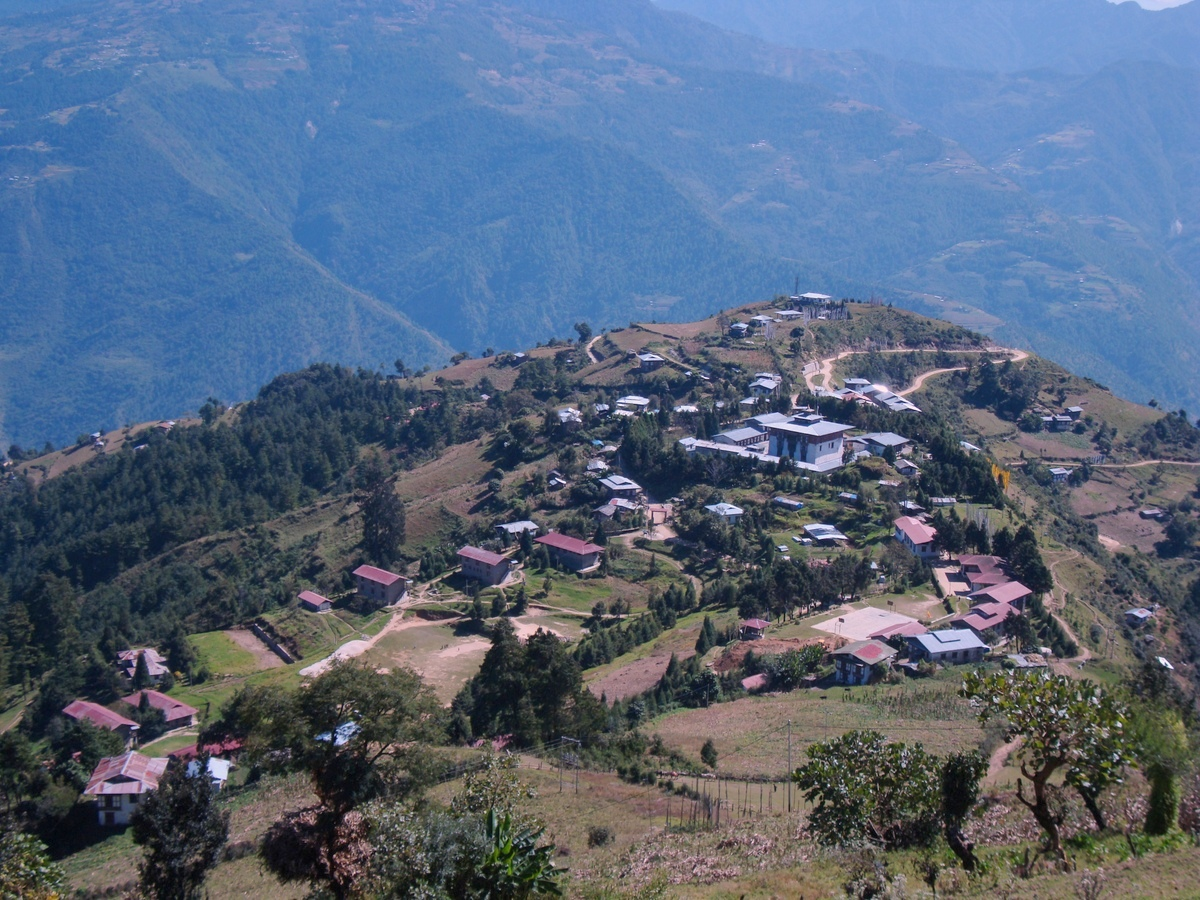
Vista del pueblo de Drametse

El dzongkhag se encuentra a 450 km al este de Timbu, la capital de Bután. Mongar está enclavado por Trashigang, Lhuntse, Pemagatshel, Samdrup Jongkhar, Zhemgang y Bumthang. Tiene una superficie de aproximadamente 1830 kilómetros cuadrados con una elevación que oscila entre los 400 y los 4000 metros sobre el nivel del mar. Las partes bajas y meridionales son subtropicales, mientras que las regiones septentrionales y altas tienen condiciones climáticas templadas. El verano puede ser cálido y húmedo y el invierno es frío.
El Kuri Chhu fluye a través del valle del distrito de Mongar. Este, uno de los mayores ríos del este de Bután, es un tributario del sistema del río Manas, el mayor río del país y uno de los grandes afluentes del Brahmaputra, la vía fluvial que drena la mayor parte de la región oriental. Otros ríos relevantes son el Sheri Chhu y el Dangme Chhu.
El distrito occidental de Mongar contiene parte del Parque nacional de Thrumshingla (los gewogs de Saling y Tsamang) y la zona noreste contiene parte del Santuario de la naturaleza de Bumdeling (el gewog de Sharmung).

## Economía
Mongar es el dzongkhag de más rápido desarrollo en el este de Bután. Se ha construido un hospital regional y las actividades económicas avanzan. Mongar se caracteriza por su hierba de limón, una planta que se puede utilizar para producir un aceite esencial. También cuenta con una central hidroeléctrica en el río Kuri Chhu.

## Cultura

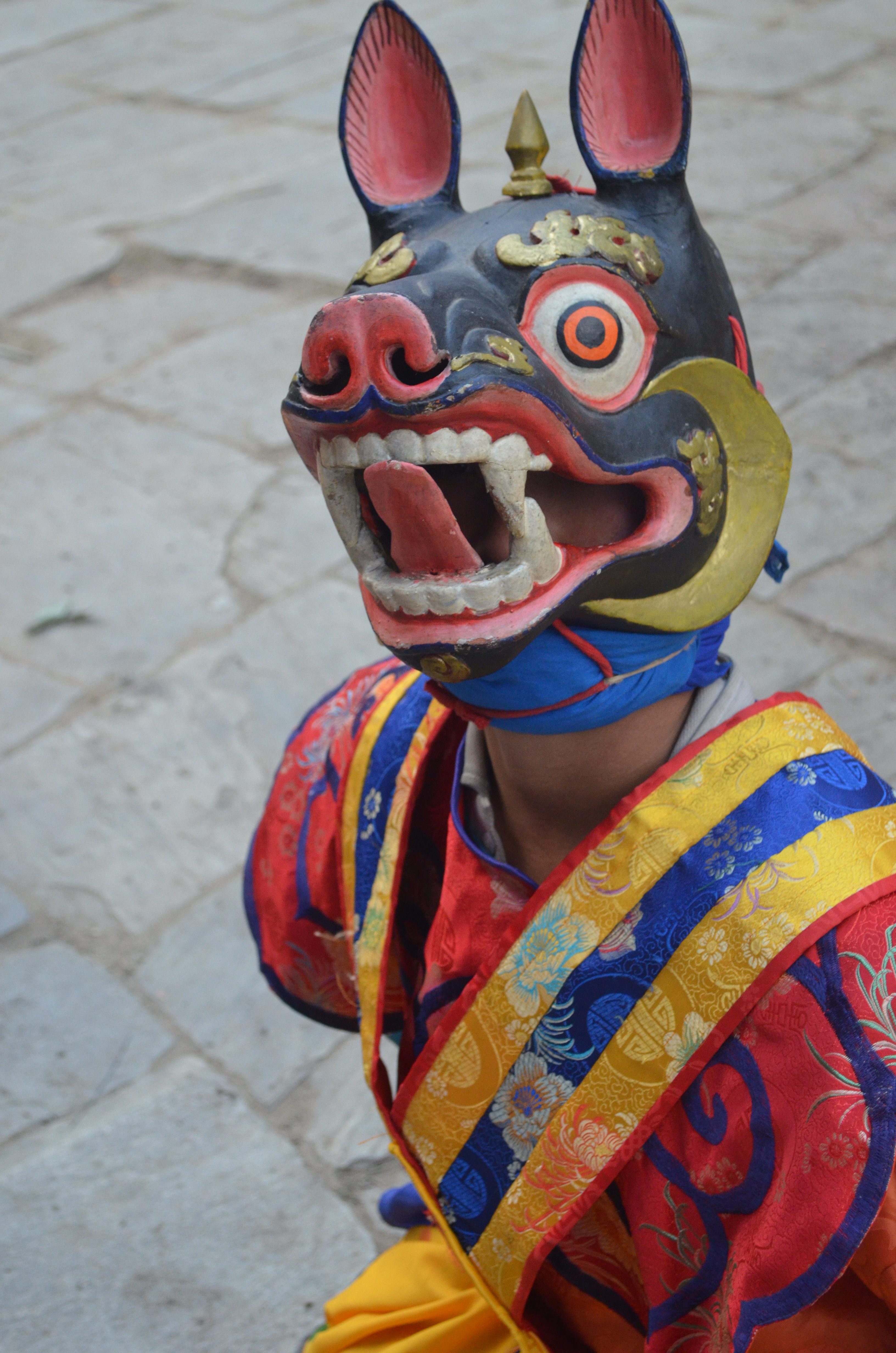
Festival Khandro Kongshag en Tsakaling

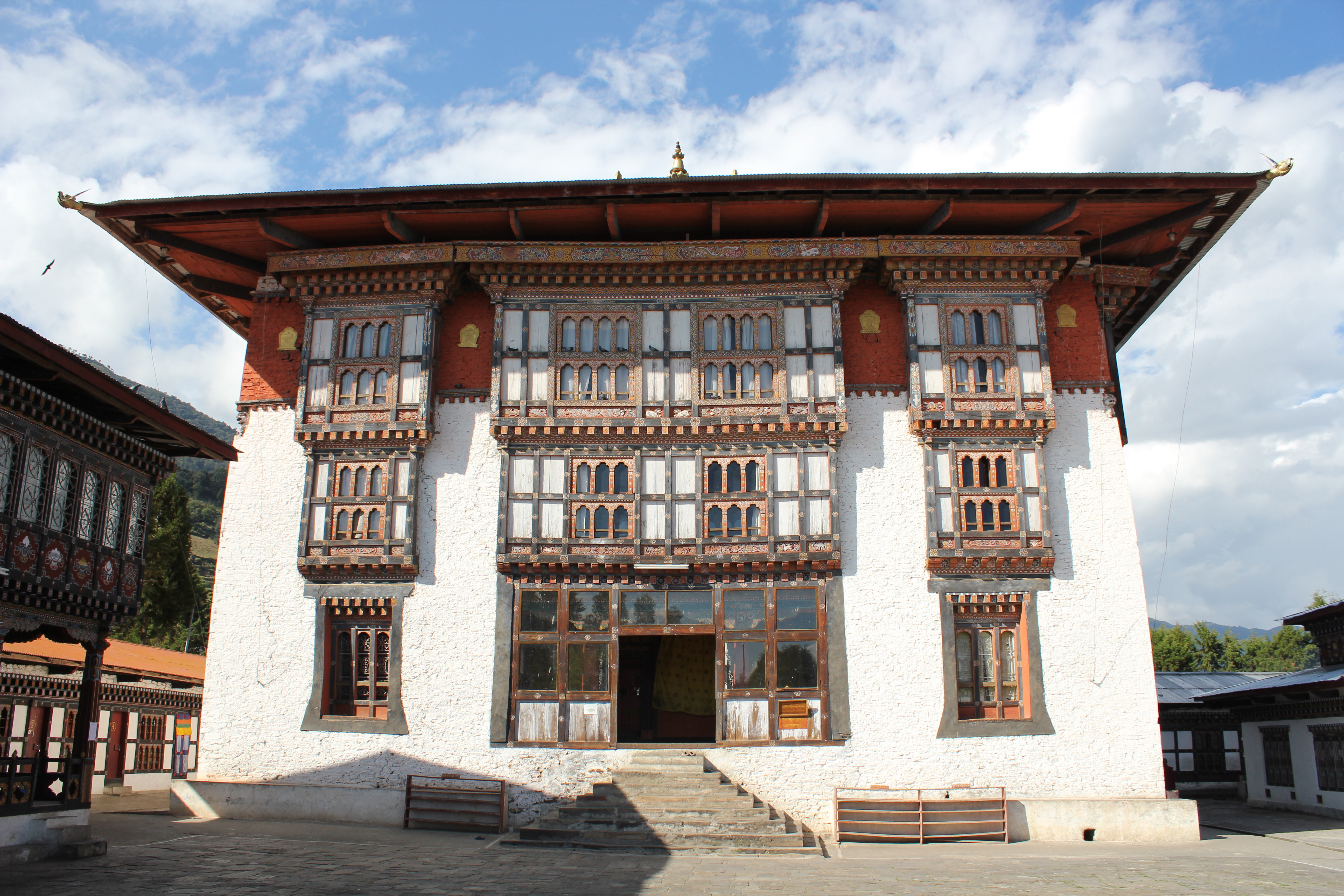
El Lhakhang de Drametse

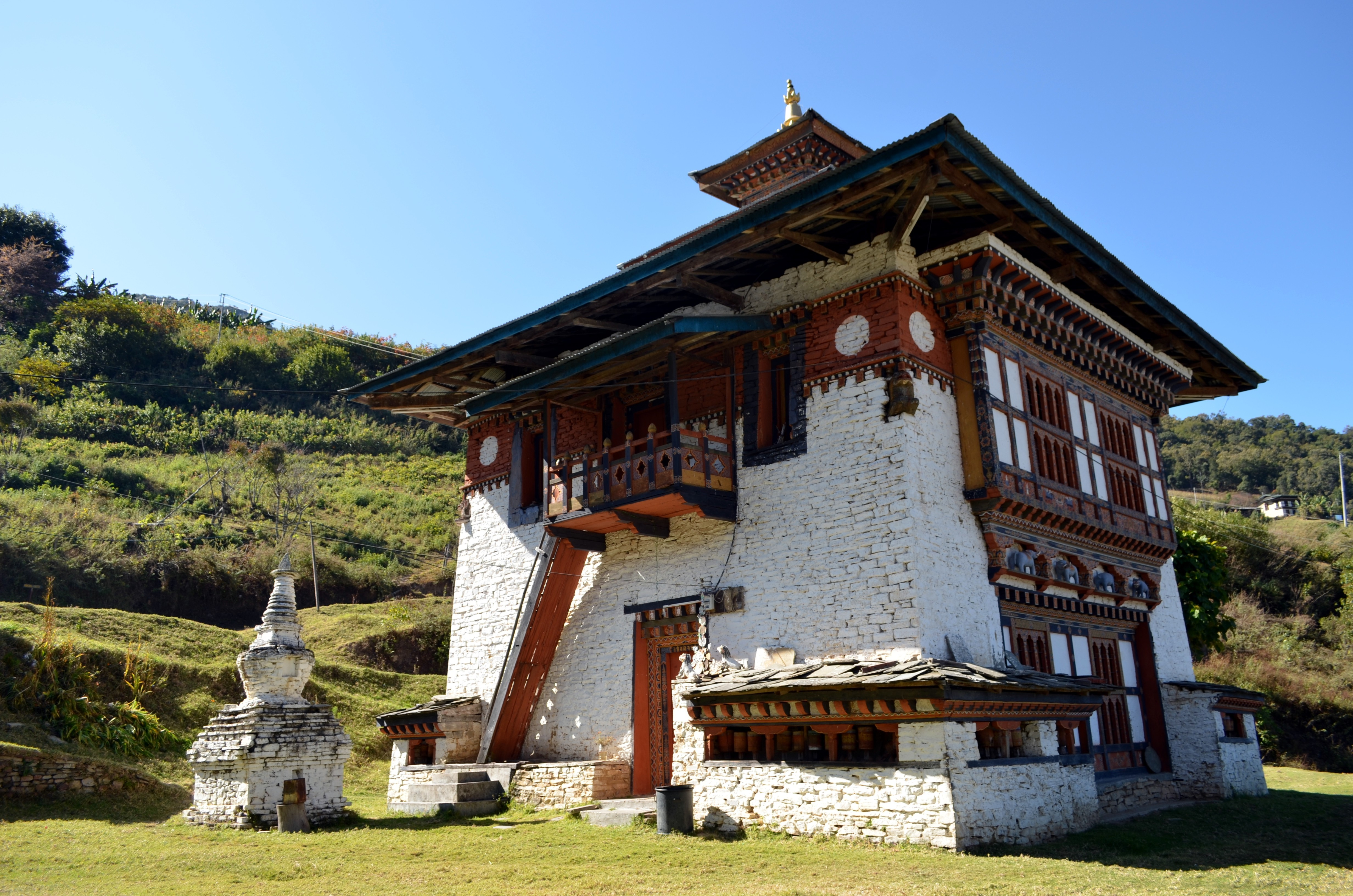
El monasterio de Yagang

Algunos de los lugares más relevantes del dzongkhag son los siguientes:
- El lhakhang Drametse es un monasterio butanés de la localidad de Drametse. Fue construido en el siglo XVI por Ani Cheten Zangmo, la hija del tertön Pema Lingpa. Destaca la danza del siglo XVI, Drametse Ngacham (Danza de los Tambores de Drametse), que consiste en un baile en honor a Rinpoche donde hombres visten máscaras animales.[7]
- El templo Yagang, construido en el siglo XVI por el hijo menor de Pema Lingpa, Sangdag.[8]
- El dzong de Mongar, levantado en el 1930 siguiendo la arquitectura tradicional butanesa. A diferencia de otras fortalezas, esta se encuentra en un terreno poco estratégico.[9]
- Las ruinas del dzong de Zhongar, del siglo XVII, ideado por el artesano Zow Balip.[10]
- Aja Ney, un lugar de peregrinaje de oración hacia Padmasambhava.[11]

## Localidades
El distrito de Mongar está dividido en diecisiete localidades (gewogs):
- Balam Gewog
- Chaskhar Gewog
- Chhali Gewog
- Drametse Gewog
- Drepung Gewog
- Gongdue Gewog
- Jurmey Gewog
- Kengkhar Gewog
- Mongar Gewog
- Narang Gewog
- Ngatshang Gewog
- Saleng Gewog
- Sherimung Gewog
- Silambi Gewog
- Thangrong Gewog
- Tsakaling Gewog
- Tsamang Gewog